# Dianne Feinstein

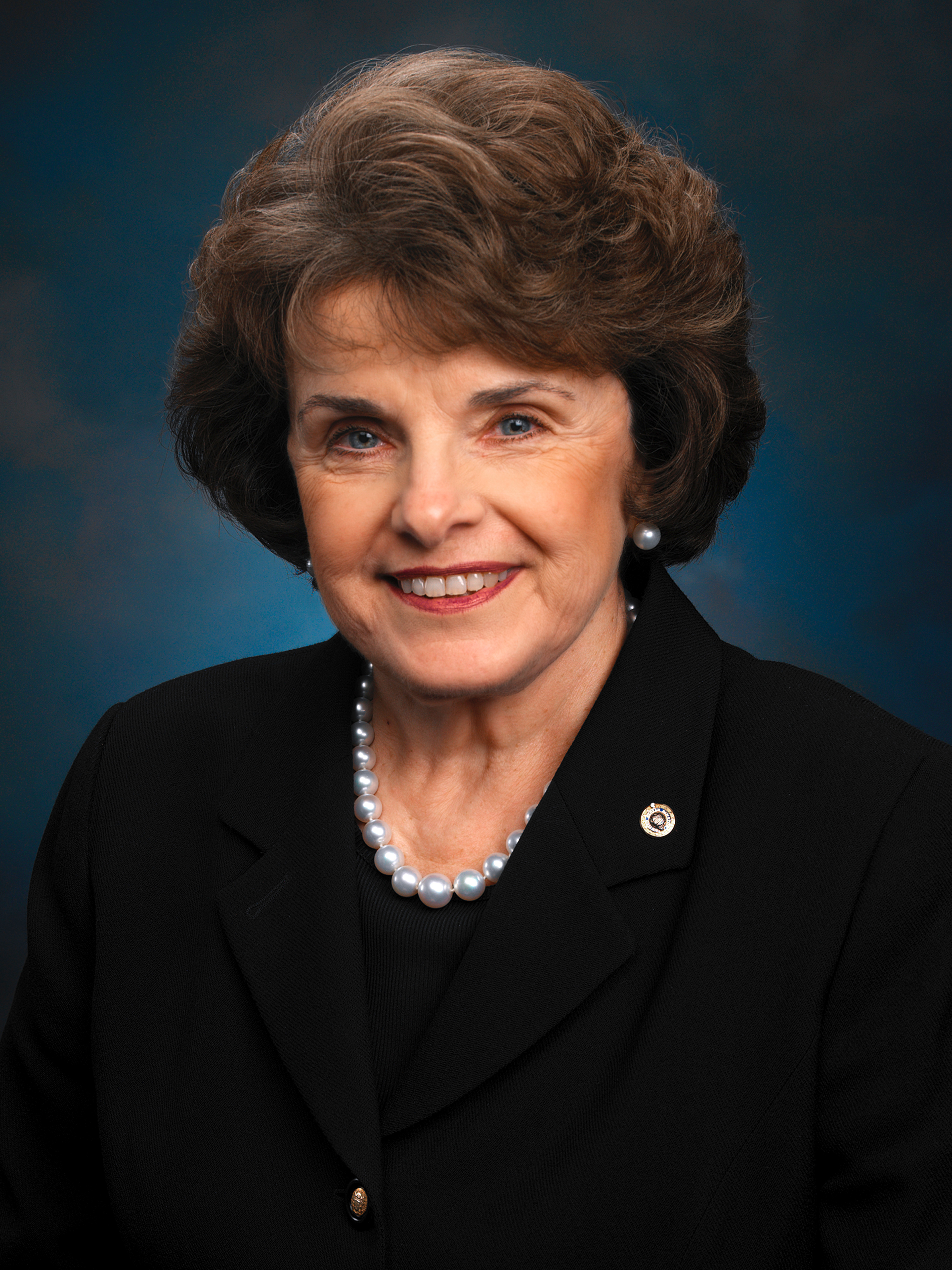
Dianne Feinstein (2004)

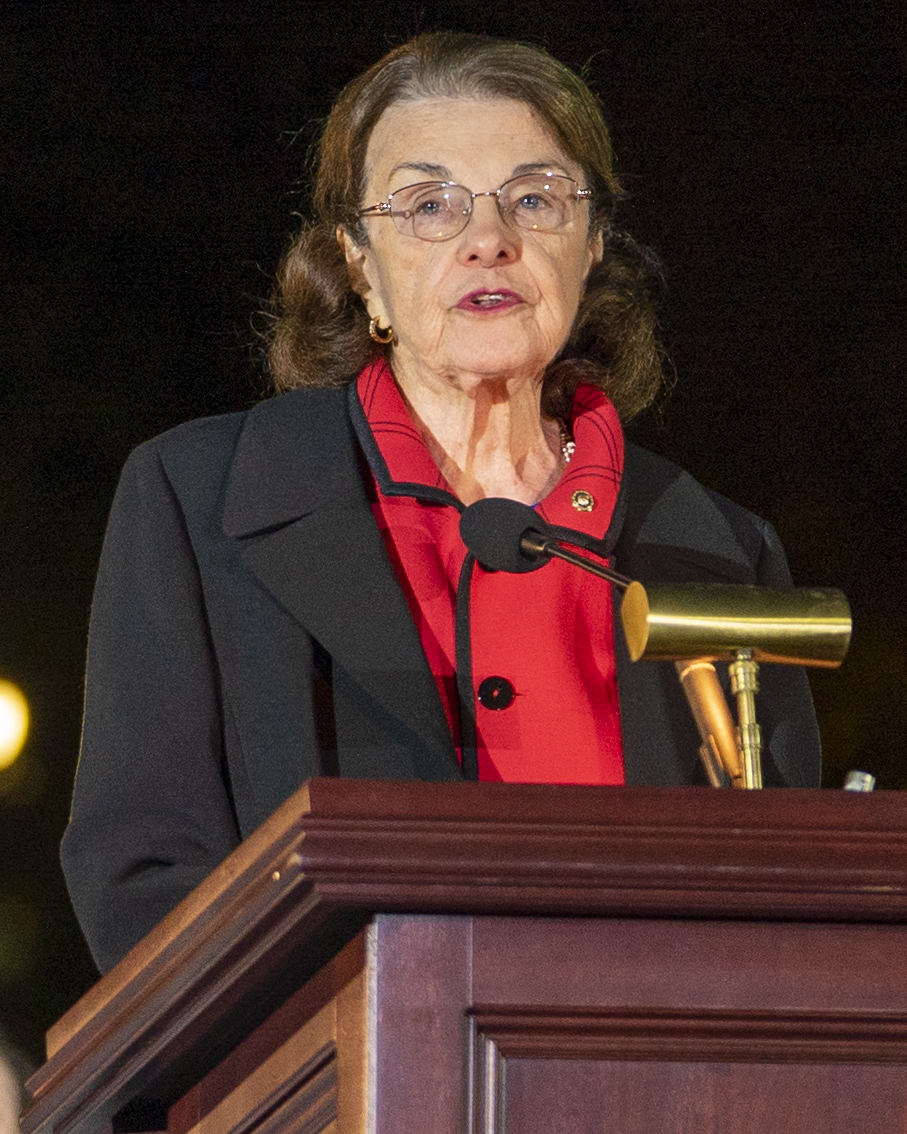
Dianne Feinstein (2021)

Dianne Goldman Berman Feinstein (gebürtig Dianne Emiel Goldman; * 22. Juni 1933 in San Francisco, Kalifornien; † 29. September 2023 in Washington, D.C.) war eine US-amerikanische Politikerin der Demokratischen Partei, die den Bundesstaat Kalifornien von 1992 bis zu ihrem Tod im US-Senat vertrat. Sie war von 1978 bis 1988 als erste Frau Bürgermeisterin von San Francisco.

## Familie, Ausbildung und Beruf
Dianne Goldman stammte aus einem jüdischen Elternhaus. Ihr Vater Leon Goldman war ein renommierter Chirurg, ihre Mutter entstammte einer Familie, die der Russisch-Orthodoxen Kirche beigetreten war; sie selber bezeichnete sich als jüdisch. Sie besuchte zuerst eine jüdische Grundschule, dann eine renommierte katholische Schule, bevor sie 1951 die Convent of the Sacred Heart High School absolvierte. Einer ihrer Klassenkameraden war Jerry Brown, der später zweimal Gouverneur von Kalifornien wurde, und durch ihn traf sie seinen Vater Pat Brown, damals Attorney General und dann Gouverneur Kaliforniens, der ihr zu Beginn ihrer politischen Karriere hilfreich war.
1955 erwarb sie einen Bachelor in Geschichte an der Stanford University. 1956 heiratete sie Jack Berman, der im Büro des Bezirksstaatsanwalts von San Francisco arbeitete. Mit ihm hatte sie 1957 eine Tochter, die spätere Katherine Feinstein Mariano, die von 2000 bis 2012 Richterin am San Francisco County Superior Court war. 1959 wurde die Ehe geschieden. Kurz nachdem sie ihre Karriere in der Politik begonnen hatte, heiratete sie 1962 den Neurochirurgen Bertram Feinstein (1914–1978). Er starb 1978 an Darmkrebs. Zwei Jahre später heiratete sie Richard C. Blum (1935–2022), einen Investmentbanker und späteren Unternehmer. Mit Blum war Dianne Feinstein bis zu dessen Tod im Februar 2022 verheiratet.

## Politische Laufbahn

### Lokalpolitik in San Francisco

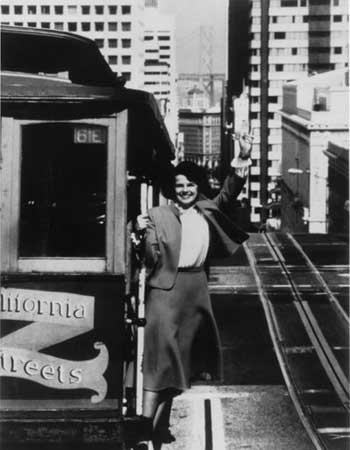
Feinstein als Bürgermeisterin von San Francisco an Bord eines Cable Cars

1969 wurde sie in das San Francisco County Board of Supervisors gewählt und damit gleichzeitig in den Stadtrat (City Council) aufgenommen. Diese Position behielt Feinstein neun Jahre und wurde die erste Präsidentin dieses Gremiums. In dieser Zeit versuchte sie zweimal erfolglos, Bürgermeisterin zu werden.
Als im November 1978 Stadtrat Dan White den Bürgermeister George Moscone und den Supervisor Harvey Milk ermordete, wurde Feinstein als Präsidentin des Board of Supervisors am 4. Dezember 1978 automatisch Bürgermeisterin von San Francisco. Sie blieb den Rest der Wahlperiode im Amt, gewann 1979 die Wiederwahl und schied am 8. Januar 1988 aus dem Amt. Im November 1983 überstand sie den Versuch, sie mittels Recall aus dem Amt zu wählen, nachdem sie vorgeschlagen hatte, Handfeuerwaffen in San Francisco zu verbieten.
Sie kandidierte 1990 für die Demokraten als Gouverneurin Kaliforniens, unterlag aber dem Republikaner Pete Wilson. Feinstein war damit die erste von bisher drei Frauen, die von einer der beiden großen Parteien für das höchste Amt in Kalifornien nominiert wurden.

### US-Senatorin
Den von Wilson aufgegebenen Sitz im Senat der Vereinigten Staaten gewann Feinstein in der folgenden außerordentlichen Nachwahl im November 1992 gegen den von Wilson selbst ernannten Interimssenator John F. Seymour und trat das Mandat am 10. November 1992 an. Sie wurde 1994, 2000, 2006, 2012 und 2018 wiedergewählt. In den Jahren 1998 und 2003 rieten ihr viele, wiederum für das Gouverneursamt zu kandidieren, sie lehnte jedoch ab.
Feinstein war Mitglied der Trilateralen Kommission und im Council on Foreign Relations. Im Senat saß sie im mächtigen Bewilligungsausschuss für Bundesmittel und im Geschäftsordnungsausschuss; zudem war sie ab 2009 die erste weibliche Vorsitzende des Ausschusses für die Nachrichtendienste und stand zeitweise dem gemeinsamen Ausschuss für die Kongressbibliothek vor.
In ihrer Funktion als Vorsitzende des Geheimdienstausschusses war sie zwischen 2009 und 2012 auch die treibende Kraft bei der Erstellung eines mehr als 6000 Seiten langen vertraulichen Berichts (Committee Study of the Central Intelligence Agency’s Detention and Interrogation Program) über die von George W. Bush nach den Terroranschlägen vom 11. September 2001 als „erweiterte Verhörtechniken“ genehmigten Foltermethoden der CIA und deren Überschreitungen sowie einer 2014 erschienenen auf 500 Seiten gekürzten öffentlichen Version.
Vor der Wahl 2018 sah sich die inzwischen 85-jährige Feinstein Unzufriedenheit in ihrer Partei ausgesetzt, innerhalb derer viele sich durch ihr vermittelndes Auftreten und moderate Positionen nicht mehr vertreten fühlten, sondern während Donald Trumps erster Präsidentschaft für eine linkere, aggressivere Politik kämpften. Beim Parteitag der Demokraten Kaliforniens im Februar 2018 wurde Feinsteins Rede mit „Time is up“-Sprechchören und Zwischenrufen gestört, und bei der – nicht bindenden – Abstimmung zur Nominierung für Feinsteins bisherigen Senatssitz unterlag sie mit 37 zu 54 Prozent dem bisherigen Staatssenator Kevin de León, der sich für eine progressivere Politik einsetzte. Bei der anschließenden Vorwahl Anfang Juni 2018, bei der innerhalb Kaliforniens eine Vielzahl von Kandidaten aller Parteien gegeneinander antraten (eine sogenannte jungle primary), erhielt Feinstein unter 32 Kandidaten mit 44,2 Prozent den ersten Platz; den zweiten erhielt de León mit 11,5 Prozent der Stimmen, sodass beide bei der Hauptwahl im November gegeneinander antraten. Feinstein galt Umfragen zufolge als klare Favoritin und gewann die Wahl mit 54,2 Prozent. Sie war die dienstälteste (weibliche) Senatorin der Geschichte sowie zum Zeitpunkt ihres Todes das älteste Mitglied des Senats.
Als sie in einer Anhörung im November 2020 eine Frage zweimal hintereinander vortrug, wurde dies als Beleg einer zunehmend beeinträchtigten Leistungsfähigkeit gewertet, und Feinstein trat im Zuge der Kritik vom Ausschuss-Vorsitz zurück. Im Februar 2023 gab sie ihren Verzicht auf eine erneute Kandidatur bei den Senatswahlen 2024 bekannt.
Am 14. April 2022 berichtete der San Francisco Chronicle, dass in Interviews vier Senatoren, drei ehemalige Mitarbeiter und ein Kongressabgeordneter aus Kalifornien, behauptet hätten, Feinstein leide an kognitivem Verfall. In den vertraulichen Interviews wurde behauptet, dass Feinsteins Gedächtnis rapide abnehme und sie an ihren „schwierigsten Tagen selbst langjährige Kollegen nicht vollständig zu erkennen scheint“.
Andere Nachrichtenmedien hatten bereits ab Ende 2020 ähnliche Berichte veröffentlicht. In einem Telefoninterview mit dem San Francisco Chronicle wies Feinstein die Anschuldigungen zurück, gab jedoch zu, dass sie kürzlich das Gesicht eines Kongressmitglieds nicht erkannt habe, und sagte, dieser Fehler und andere, die ihr möglicherweise unterlaufen seien, seien auf den Stress zurückzuführen, der sich aus der langen Krankheit und dem Tod ihres Mannes, der im Februar an Krebs gestorben war, ergeben habe. Die Sprecherin des Repräsentantenhauses, Nancy Pelosi, verteidigte Feinstein in einer Erklärung, in der sie sagte, die Angriffe seien „lächerlich“ und „skrupellos“, und wies darauf hin, dass sie eine führende Rolle bei der Bestätigung der späteren Richterin am Obersten Gerichtshof, Ketanji Brown Jackson, gespielt habe.
Am 29. September 2023 starb sie im Alter von 90 Jahren.
Nach ihrem Tod wurde Laphonza Butler von Kaliforniens Gouverneur Gavin Newsom zu ihrer Nachfolgerin im Senat für den Rest der Amtszeit ernannt.

## Positionen
Als Fürsprecherin der Forschung an embryonalen Stammzellen war Feinstein eine der 58 Senatoren, die in der Hoffnung, dass die Beschränkungen der staatlichen Forschungsförderung aufgehoben werden, einen Brief an US-Präsident George W. Bush richteten.
Feinstein war eine Befürworterin von Waffenkontrollgesetzen. Als im Jahr 2004 Kamala Harris als Attorney General bei einem in San Francisco erstmals seit vielen Jahren begangenen Polizistenmord nicht für die Todesstrafe, sondern für lebenslange Freiheitsstrafe plädierte, wurde sie von Feinstein heftig kritisiert.
Nach den Enthüllungen Edward Snowdens, die im Juni 2013 die globale Überwachungs- und Spionageaffäre auslösten, verteidigte sie die massive Sammlung von Telefon- und Internetdaten als notwendige Schutzmaßnahme im Krieg gegen den Terror. Feinstein betrachtete Snowden als Verräter. Im Oktober 2013 rügte sie jedoch die Geheimdienste für das Ausspähen verbündeter Staats- und Regierungschefs wie beispielsweise Angela Merkel scharf und verlangte eine „komplette Überprüfung aller Geheimdienstprogramme“.
Im Juni 2018 reichte sie gemeinsam mit 26 Parteimitgliedern und zwei Parteilosen eine Gesetzesvorlage ein, welche die Trennung illegal eingewanderter Kinder von ihren Eltern einschränken würde, außer in Fällen, in denen eine solche Trennung laut Gerichtsentscheid das Beste für das Kind sei. Bei der Senatsanhörung des Supreme-Court-Kandidaten Brett Kavanaugh im September 2018 spielte Feinstein als Ranking Member des Justizausschusses eine wichtige Rolle. Ihr verzögerter Umgang mit dem Zeugnis Christine Blasey Fords, die Kavanaugh eine versuchte Vergewaltigung zu Schulzeiten vorwarf, wurde von Republikanern als parteipolitisches Manöver kritisiert.
Nach dem Anhörungsverfahren für Amy Coney Barrett verärgerte Feinstein Parteifreunde, als sie nicht die von den Republikanern forcierte Neubesetzung kritisierte, sondern Lindsey Graham umarmte und ihm dankte.

## In den Medien
In dem Film von 2019 The Report über die Untersuchung eines Kongressausschusses des US-Senats unter dem Vorsitz der Senatorin Dianne Feinstein bezüglich der illegalen Inhaftierungs- und Vernehmungspraktiken der CIA wurde Feinstein von Annette Bening dargestellt.